# Bachkovoklostret

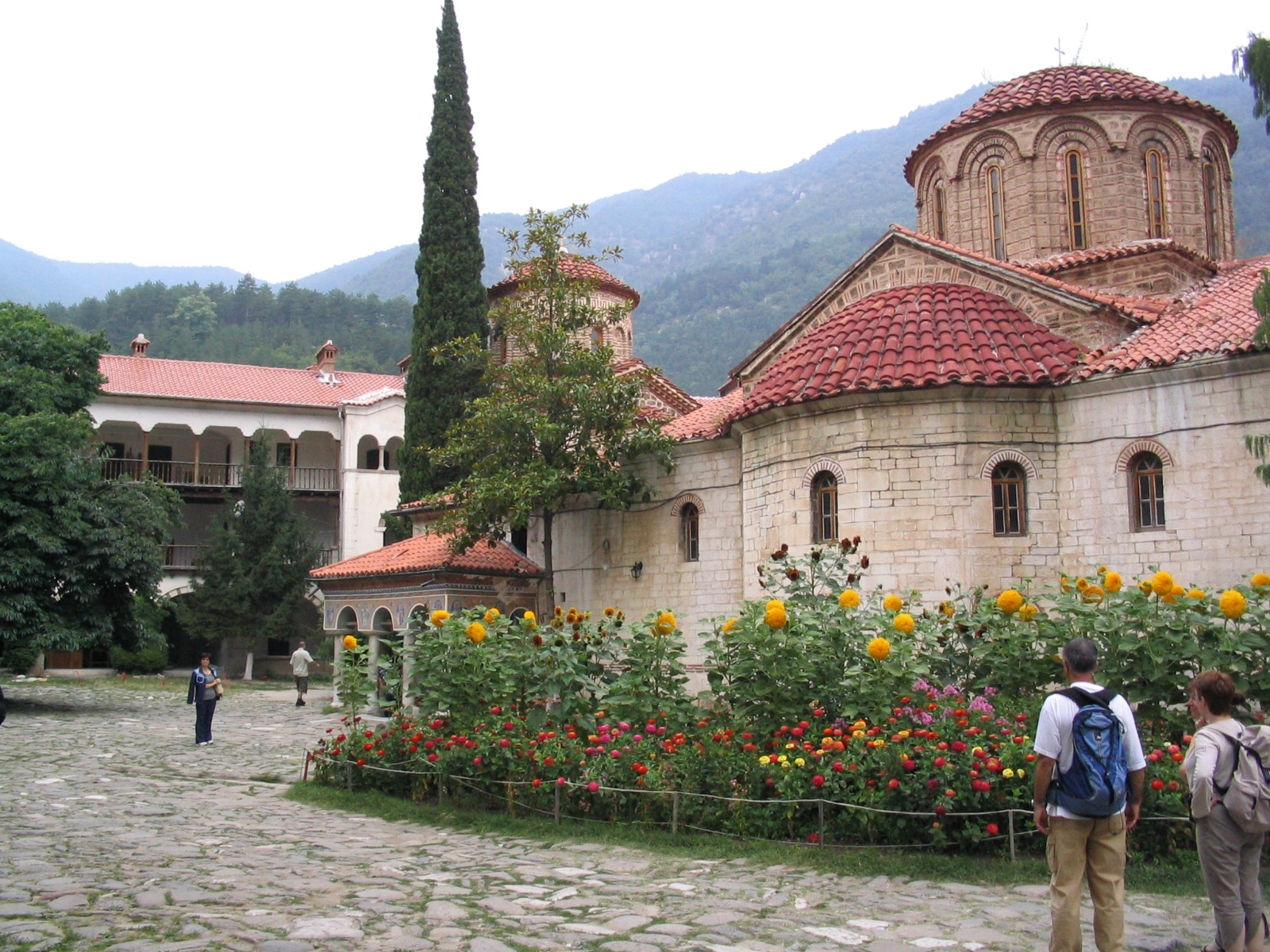
Inre gårdsplanen

Bachkovoklostret (Бачковски манастир, Bachkovski manastir, პეტრიწონის მონასტერი, Petritsonis Monasteri) eller Petritsoniklostret i Bulgarien är ett betydelsefullt monument för kristen arkitektur och ett av de största [källa behövs] och äldsta [källa behövs] östortodoxa klostren i Europa. Det ligger på floden Chepelares högra sida, 189 km från Sofia och 10 km söder om Asenovgrad och ligger organisatoriskt direkt under Heliga synoden av den Bulgarisk-ortodoxa kyrkan. Klostret är särskilt känt och beundrat för dess unika kombination av bysantinsk, kaukasisk och bulgarisk kultur, enat av den gemensamma tron.

## Historia
Klostret grundades av prins Gregory Pakourianos, en prominent armenisk-georgisk statsman och militärledare i Bysantinska rikets tjänst år 1083. Han startade ett prästseminarium för ungdomar vid klostret. Kursplanen omfattade från början kristendom såväl som matematik, historia och musik. På 1200-talet förlorade Iberierna dominansen över klostret, men traditionerna bevarades fram till början av 1300-talet. Ett armeniskt manuskript;– klostrets evangelium, från 900-talet, finns idag bevarat i Bulgariska nationalbiblioteket i Sofia.
Under tiden för Andra bulgariska kungariket skyddades klostret av bulgariska tsaren Ivan Alexander, vilket finns belägg för genom en bild av honom i valven i ossuariets narthex. Man tror att grundaren av Tarnovo skriftskola och den sista patriarken av den medeltida Bulgarisk-ortodoxa kyrkan, patriark Euthymius, tvingades i exil av turkarna och arbetade i klostrets skola i början av 1400-talet.
Trots att klostret överlevde de första vågorna av turkisk invasion i Bulgariens landområden, blev det senare plundrat och förstört, men restaurerades sista åren på 1400-talet. Refektoriet, vars muralmålningar är gjorda av en anonym konstnär och som har ett betydande konstnärligt värde, restaurerades 1601 och Jungfru Marias kyrka, som ännu finns bevarad, stod klar 1604.
Bachkovoklostret är sista viloplatsen för såväl patriark Euthymius (1330–1404) och patriark Cyril (1953–1971).

## Komplexet

### Ossuariet

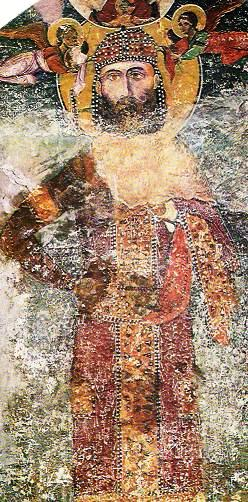
Ett donationsporträtt från 1300-talet med bulgariske tsaren Ivan Alexander i ossuariet

De enda delarna som överlevt från klostrets ursprungstid är ossuariet, som har en bestämd arkitektonisk design och forntida fresker, och ligger 300 meter från det nutida klosterkomplexet. Det verkar omöjligt att nå när man ser det från norr. Byggnaderna har två våningar, av vilka endast en kan ses från söder. Utifrån arkitektonisk synvinkel är planen främmande för de lokala traditionerna. Det leder tanken till syrisk-palestinska bårhus med dess två likadana våningsplan. Varje våning har en narthex, ett mittskepp och en absid. Bottenvåningen är ämnad att fungera som krypta och har 14 gravnischer. Absiden på övervåningen, en riktig kyrka (känd som Heliga Trefaldighetskyrkan), är halvcirkelformad på insidan och femsidig på utsidan med 3 öppningar för att släppa in lite dagsljus till altaret. Byggnaden har valv. Ossuariet är intressant utifrån byggnadsmetoderna. De representerar en blandning av armeniska, georgiska och bysantinska byggnadstraditioner. Fasaden är dekorativt varierad med 8 blindnischer och en serie tegelstens- och stenlager sammanfogade med murbruk.

### Katedralen
Jungfru Marias katedralkyrka (från 1604) är platsen där den värdefulla ikonen med Jungfru Maria Eleusa från 1310 förvaras (hämtad från Georgien). Enligt legenden är ikonen ett underverk och drar många pilgrimer. Kyrkan var byggd på platsen för klostrets äldsta kyrka som förstördes av turkarna. Byggnaden har överlevt till vår tid i sin ursprungliga byggnadsform, en treskeppig, korsformad kupolkrönt basilika med tre femsidiga absider. Ett silverförgyllt kors ovanpå kupolen bär inskriptionen ”vinner alltid” i georgiska. Muralmålningarna i det vidsträckta narthexet målades 1643 och avbildar Georgi och hans son Konstantin i naturlig storlek. De var högt rankade framstående personer i Istanbul och donatorer till kyrkan. Freskerna i mittskeppet målades långt senare, år 1850, av Joan Mosch (mästare Mosko). De två centralikonerna i kyrkans ikonostas är exakt daterade - 1793. Här finns ikonerna av Heliga jungfrun och Jesus Kristus. Snickeriet – ikonostasen, biskopens tron och liknande, är från 1700-talet.

### Ärkeänglarnas kyrka
En annan medeltida kyrka som tillhör klostret är Ärkeänglarnas kyrka som troligen uppfördes på 1100-talet med det välvda öppna narthexet som målades av Zahari Zograf 1841. Kyrkans interiör målades av konstnären Joan Mosch 1846.

### Jujuber
De breda grenarna av ett jujuber, hämtade från Georgien för mer än två århundraden sedan, sträcker sig över gårdsplanen.

### Konstnärliga arbeten
Klostermuseet har en rik utställning med kyrksilver, ikoner, böcker, Fredrik I Barbarossas svärd, en sultans firman (tillstånd) från 1452 och ett karvat träkors med miniatyrer. En fresk av domedagen, målad av Zahari Zograf 1850, finns bevarat i Sankt Niklas kyrka och anses vara ett av de mest intressanta konstnärliga arbetena från den Bulgariska renässansen.
Muralmålningen “Panorama”
“Panorama”-målningarna, som går längs den yttre väggen på refektoriet, avbildar Bachkovoklostrets historia i bilder. Det ger en god överblick över klostrets olika byggnader den tiden målningen gjordes.
Under påverkan av olika atmosfäriska förhållanden som regn, snö, dimma, kyla, vind, har den största sceniska muralmålningen på Balkanhalvön bevarat sin färg. Målaren Alexi Atanasov, en bulgar från staden Negush, som arbetade i regionen i slutet av 1800-talet.
Man kan fastställa dekorationsåret genom en inskription som fanns på yttermuren av västra klostervingen, som brann ner 1902. Denna löd: “Följande avbildning stod klar under abbot Cyrils tjänstgöring den 22 juli 1846. Avbildningen har gjorts av min egen hand, Alexi Atanasov från Negush.”. Som modell använde konstnären ett koppartryck som var tillverkat i Wien med ekonomiskt stöd från en köpman från Samokov, Petar Rana, 1807. Alexi Atanasov lade även till värdefulla detaljer och egna bildelement. Muralmålningen “Panorama” ger oss betydande information om klostrets arkitektoniska samling på 1800-talet. Norra fasaderna av Ärkeänglarna Mikaels och Gabriels kyrka samt Heliga Jungfruns kyrka målades också. Klosterbyggnaderna med sina stora strävpelare på flodsidan är synliga. Centralplatsen gavs till klostrets grundare, som avbildades i klostrets skrud. Kejsar Alexius Comnenus är även bland dessa. Vid deras sida finns även 1300-talets stora gåvogivare, George och Gabriel. Omgivningarna runt klostret var inte heller utlämnade: nunneklostret i Assenovgrad; Assens fästning; kapellen nära klostret. Målaren gav oss en god uppfattning utifrån etnografisk synvinkel om Plovdivaristokratins klädsel och kvinnorna i Rhodopes festkläder, genom de människor som följer processionen med den mirakulösa ikonen. Detaljer, såsom källan på norra gårdsplanen och klocktornet i Ärkeänglarnas kyrka, har inte heller missats. Scener från de två helgonen George och Demetrius lidelser är avbildade vid sidan av “Panorama”.
Muralmålningen “Panorama” är särskilt intressant inte bara för dess enorma storlek utan för dess konstnärliga intryck och konstskicklighet. Målningarna gjordes efter ett recept av målaren själv, troligen av gräs blandat med äggemulsion. Den använda målningstekniken är “fresco buono”, som är en typ av muralmålningsfärg som läggs på en jämn fuktig yta av puts. Då vattnet torkar ut framträder bilden på ytan. Teknikens innebörd, tillsammans med den stora konstnärliga skickligheten, är anledningen till att dessa muralmålningar ser så fräscha ut även idag.

## Förslag till världsarv
Bachkovoklostret blev 1 oktober 1984 uppsatt på Bulgariens lista över förslag till världsarv, den så kallade "tentativa listan".